# Julie (tv-serie)
 For alternative betydninger, se Julie. (Se også artikler, som begynder med Julie)
Julie er en dansk ungdomsserie fra 2005, der er instrueret af Poul Berg efter manuskript af Asbjørn Agger og Poul Berg for DR1. Serien havde premiere den 12. september 2005 og løb frem til 3. oktober 2005 i i alt fire afsnit. Serien følger den 13-årige Julie,

## Medvirkende
- Julie - Julie Wright
- Trine - Cecilie Bøcker Rosling
- Mikkel - Philip Nussbaum Varlev
- Lulu - Camille Steen
- Elisabeth, Julies mor - Iben Hjejle
- Harald, Julies far - Mads Mikkelsen
- Jimmy, Trines far - Michael Carøe
- Julies farfar - Bent Warburg
- Jepsen, klasselærer - Troels II Munk
- Lulus mor - Susanne Storm
- Den store vagt - Mikkel Vadsholt
- Den lille vagt - Brian Patterson
- Fodboldtræner - Asbjørn Agger
- Eddie - Nicklas Hoffgaard
- Ekspedient - Anna Maria Leth
- Josephine - Nadia Bøggild
- Seksårige Julie - Charlotte Z. Holdt
- Mads - Marius Sonne Janischefska

## Handling
Julie blev født under EM-finalen mellem Danmark og Tyskland i 1992. Som seksårig - efter VM-kvartfinalen mellem Danmark og Brasilien i 1998, som Danmark tabte - fik Julie konstateret type 1-diabetes. Samtidig fik Julies far, Harald, tilbudt et internationalt job, hvor han skulle være med til at bygge fodboldstadions. Siden dengang har Julie ikke set sin far.
Den 12-årige Julie bor i et parcelhus med sin mor, Elisabeth. Julies bedste veninde er klassekammeraten Trine, som hun også går til fodbold med.
Julies farfar er blevet alvorligt syg, og mens Julie og hendes mor er på hospitalet for at besøge ham, dukker Julies far op for første gang i seks år.
En dag får Trine lokket Julie med i Tivoli sammen med Trines nye flirt, Eddie. Pigerne har løjet over for deres respektive forældre, og bildt dem ind, at de skulle overnatte hos hinanden. Planen forpurres imidlertid, da Trine og Julie bliver væk fra hinanden i Tivoli, og Julie beslutter sig for at tage hjem. Inden da, beslutter hun sig dog for at opsøge sin far på Scandic Hotel, hvor han er indlogeret under farfaderens sygdom.
Da Julies far efterfølgende fortæller Julies mor om deres møde på hotellet, må Julie gå til bekendelse og fortælle om hendes og Trines tur i Tivoli. Da Trine kort tid efter dukker op hjemme hos Julie, har Julies mor ringet efter Trines far, frisøren Jimmy, der henter Trine. Som straf skal hun gøre rent i faderens frisørsalon.
Efter den mislykkede tivolitur begynder tingene at gå skævt mellem Trine og Julie. Trine har pludselig ikke længere så megen tid til at være sammen med sin gamle bedsteveninde, men begynder i stedet at hænge ud med klassens nye pige, Lulu, der både ryger smøger og går til hiphop. Helt galt går det til en privatfest hos Lulu, hvor Julie falder i snak med Eddie i haven. Eddie fortæller, at han er vild med Trine, men aldrig har prøvet at kysse før. Julie viser ham, hvordan man gør, men fra vinduet ser Lulu optrinnet og fortæller til de andre, at Eddie og Julie har kysset.
Da Julie kommer ind til de andre, er stemningen helt forandret. Trine sidder og græder og bliver trøstet af Lulu, mens begge piger råber skældsord efter Julie. Også Mikkel, der har en flirt med Julie, er sur på hende.
I mellemtiden er Julies farfar død, og da Julie sammen med sin far skal kigge farfaderens hus igennem for arvestykker, kommer det til en forsoning mellem far og datter. Julies far har lovet at komme og se Julie spille fodboldkamp inden han tager afsted. Han holder, hvad han lover, og bliver meget stolt, da Julie bliver kampens topscorer.
Forholdet til Trine er derimod ikke-eksisterende, og resten af klassen deltager i mobningen af Julie. Det hele kulminerer på klassens årlige lejrtur, hvor Julie skal bo på værelse med både Trine og Lulu, samt en tredje pige, der hedder Josephine.
På et tidspunkt sejler Trine og Lulu ud i en kano på en nærliggende sø. Julie beslutter sig for at følge efter og sidder og kigger på de to piger inde fra bredden. Da Lulu ved et uheld rammer Trine med den ene åre, falder Trine bevidstløs i vandet. Det ser Julie, der prompte svømmer ud for at redde sin gamle veninde fra at drukne. Julie får Trine ind på land, men går herefter sukkerkold, da hun har glemt at tage sin insulin. Mikkel får dog hurtigt hentet en juice til hende, så hun kommer til bevidsthed igen.
De dramatiske begivenheder gør, at Trine og Julie begraver deres uvenskab, og Julie tager efterfølgende straffen for Trine og Lulu, idet hun bilder læreren, hr. Jepsen, ind, at det var hende, der sejlede ud i båden og blev reddet af Trine. Som straf bliver hun sendt hjem fra lejrskolen, men det passer Julie fint, da hun så kan nå at være sammen med sin far, inden han tager af sted igen.
Serien slutter ni måneder senere, hvor Julie, Trine og Mikkel sidder og ser landskamp med Julies far, mens Julies mor står i haven og vander blomster. Hun er højgravid, og nøjagtigt som i 1992, skal hun til at føde, netop som kampen er ved at blive spillet færdig.